# Scytoceroides
Scytoceroides is een geslacht van rechtvleugeligen uit de familie sabelsprinkhanen (Tettigoniidae). De wetenschappelijke naam van dit geslacht is voor het eerst geldig gepubliceerd in 1932 door Henry.

## Soorten
Het geslacht Scytoceroides  is monotypisch en omvat slechts de volgende soort:
- Scytoceroides ceylonensis (Henry, 1932)